# Clatrat

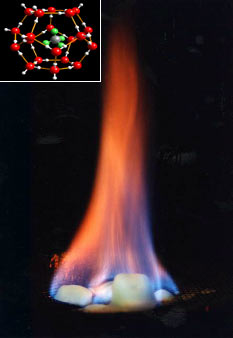
Combustió d'un clatrat

Un clatrat (del grec klethra, «barres») és una substància química, format per una xarxa d'un tipus de molècula, que atrapa i conté un segon tipus de molècula.
Per exemple, l'aigua, és capaç en certes condicions de formar una estructura capaç de contenir un gas. L'aigua congelada en certes condicions, pot crear unes cel·les, capaces de contenir molècules de gas, enllaçades amb l'aigua mitjançant pont d'hidrogen. Força gasos de baixa massa molecular (O₂, N₂, CO₂, CH₄, H₂S, argó, criptó, xenó, etc.) formen clatrats en certes condicions de pressió i temperatura. Aquestes cel·les són inestables si estan buides, col·lapsant-se per a formar gel convencional. Es creu que alguns compostos en el fons marí, mantenen atrapades grans quantitats del gas metà en configuracions similars. S'estan investigant les possibles propietats semiconductores i superconductores dels clatrats de silici.